# Xã Niagara, Quận Grand Forks, Bắc Dakota
Xã Niagara (tiếng Anh: Niagara Township) là một xã thuộc quận Grand Forks, tiểu bang Bắc Dakota, Hoa Kỳ. Năm 2010, dân số của xã này là 72 người.